# Elof Larsson
Erik Elof Larsson, född 28 januari 1917 i Rengsjö församling, Gävleborgs län, död 3 juni 1981 i Söderhamn, var en svensk tidningsman och socialdemokratisk kommunalpolitiker.
Efter studier vid Brunnsviks folkhögskola 1945–47 var Larsson anställd vid Midnäs Industri AB i Rengsjö 1934–45, Hälsinglands Folkblad 1946, Söderhamns-Kuriren 1948, redaktionssekreterare där från 1952 och ansvarig utgivare från 1965. 
Larsson var styrelseordförande i Söderhamns stadsbibliotek från 1967 (ledamot 1960), ledamot av skolstyrelsen från 1958 och av hamndirektionen från 1959.